# Попелиця хмельова
Попелиця хмельова (Phorodon humuli) — вид напівтвердокрилих комах родини справжніх попелиць (Aphididae). Комаха є шкідником хмелю, конопель, а також вражає інші культури.

## Опис
Імаго завдовжки від 2,1 до 3 мм, а черевні трубки мають циліндричну форму. Буває дві форми імаго: крилаті та безкрилі. Зимуючі безкрилі імаго мають забарвлення світло-зелене із зеленою смужкою на спині. На хмелі ж вони майже повністю білі. Крилата комаха має темно-коричневі голову і груди. На спині він має коричневі лінії у формі плям, а ноги помітно довші, ніж у безкрилих форм. 

## Спосіб життя
Зимує хмелева попелиця на сливі, аличі або терні. Наприкінці березня там вилуплюються німфи, які залишаються на дереві, оскільки зрілі імаго є безкрилими. Починаючи з другого покоління, з'являються багато крилатих комах, які перелітають до хмелю. Там розвивається вісім-десять безкрилих поколінь. З вересня утворюються крилаті самиці, а згодом і крилаті самці, які прилітають до місць зимування і відкладають там яйця, зазвичай між бруньками та гілочками.